# ديفيد ليفي يولي
ديفيد ليفي يولي (12 يونيو 1810 - 10 أكتوبر 1886) كان سياسيًا ومحاميًا أمريكيًا. وُلِد في جزيرة سانت توماس ثم تحت السيطرة البريطانية وكان من أصل يهودي سفاردي: والده سفاردي من المغرب ووالدته وهي أيضًا من أصل سفاردي ولدت في سانت يوستاتيوس ونشأت في سانت توماس. انتقلت العائلة إلى فلوريدا عندما كان طفلاً ونشأ هناك على أراضيهم الشاسعة. عمل لاحقًا كمندوب إقليمي لفلوريدا إلى الكونجرس. كان يولي أول شخص من أصل يهودي يتم انتخابه وعمل عضوًا في مجلس الشيوخ للولايات المتحدة حيث خدم 1845-1851 ومرة أخرى 1855-1861. أسس شركة فلوريدا للسكك الحديدية وشغل منصب رئيس العديد من الشركات الأخرى وحصل على لقب والد فلوريدا للسكك الحديدية. في عام 2000 اعترف به على أنه فلوريدا العظيم من قبل الدولة.
أضاف ليفي اسم يولي وهو اسم أحد أسلافه المغاربة إلى اسمه بعد فترة وجيزة من زواجه عام 1846 من نانسي كريستيان ويكليف ابنة الحاكم السابق تشارلز أ.ويكليف لولاية كنتاكي. على الرغم من تحول يولي إلى المسيحية (الأسقفية:187) وقام بتربية أطفالهم كمسيحيين، واجه معاداة السامية طوال حياته المهنية.
كان يولي يؤيد العبودية وانفصال فلوريدا. بعد الحرب الأهلية، سُجن في فورت بولاسكي لمدة تسعة أشهر لمساعدته في الهروب من الرئيس الكونفدرالي جيفرسون ديفيس. بعد أن عفا عنه الرئيس أندرو جونسون عاد إلى مصالحه في مجال السكك الحديدية في فلوريدا ومشاريعه التجارية الأخرى.